# Микулович, Александр Александрович
Александр Александрович Микулович (род. 1 июля 1996, Троицк, Челябинская область) — российский хоккеист, защитник.

## Биография
Воспитанник челябинского «Трактора». В сезонах 2013/14 — 2015/16 играл в команде OHL «Ниагара АйсДогз». Перед сезоном 2016/17 подписал двухлетний контракт с клубом КХЛ «Куньлунь Ред Стар». Провёл 7 матчей и 25 декабря перешёл в «Трактор», но уже на следующий день объявил о расторжении контракта и перешёл в клуб ECHL «Рапид-Сити Раш», затем играл за «Орландо Солар Бэрс» (2017/18) и «Каламазу Уингз» (2018/19). С 2019 года игрок клубов ВХЛ «Челмет» (2019/20), «Буран» (2020/21), «Лада» (2021/22), «Ростов» (2022/23 — 2023/24), «Тамбов» (с 2023/24).
Серебряный призёр хоккейного турнира зимних юношеских Олимпийских игр 2012. Серебряный призёр молодёжного чемпионата мира 2016.